# Voigtlaide
Voigtlaide ist ein Ortsteil der Großen Kreisstadt Glauchau im Landkreis Zwickau in Sachsen. Der Ort wurde am 1. August 1973 nach Wernsdorf eingemeindet, mit dem er am 1. Januar 1993 zur Stadt Glauchau kam. 
Er gehört heute zum Glauchauer Ortsteil Wernsdorf, welcher zusammen 926 Einwohner hat. Voigtlaide trägt den Gemeindeschlüssel 140.

## Geographie

### Geographische Lage und Verkehr
Voigtlaide liegt südöstlich der Glauchauer Innenstadt am Westrand des Rümpfwalds.

### Nachbarorte
|           |                                             | Rothenbach |
| Wernsdorf | Kompassrose, die auf Nachbargemeinden zeigt |            |
|           |                                             | Rümpfwald  |

## Geschichte

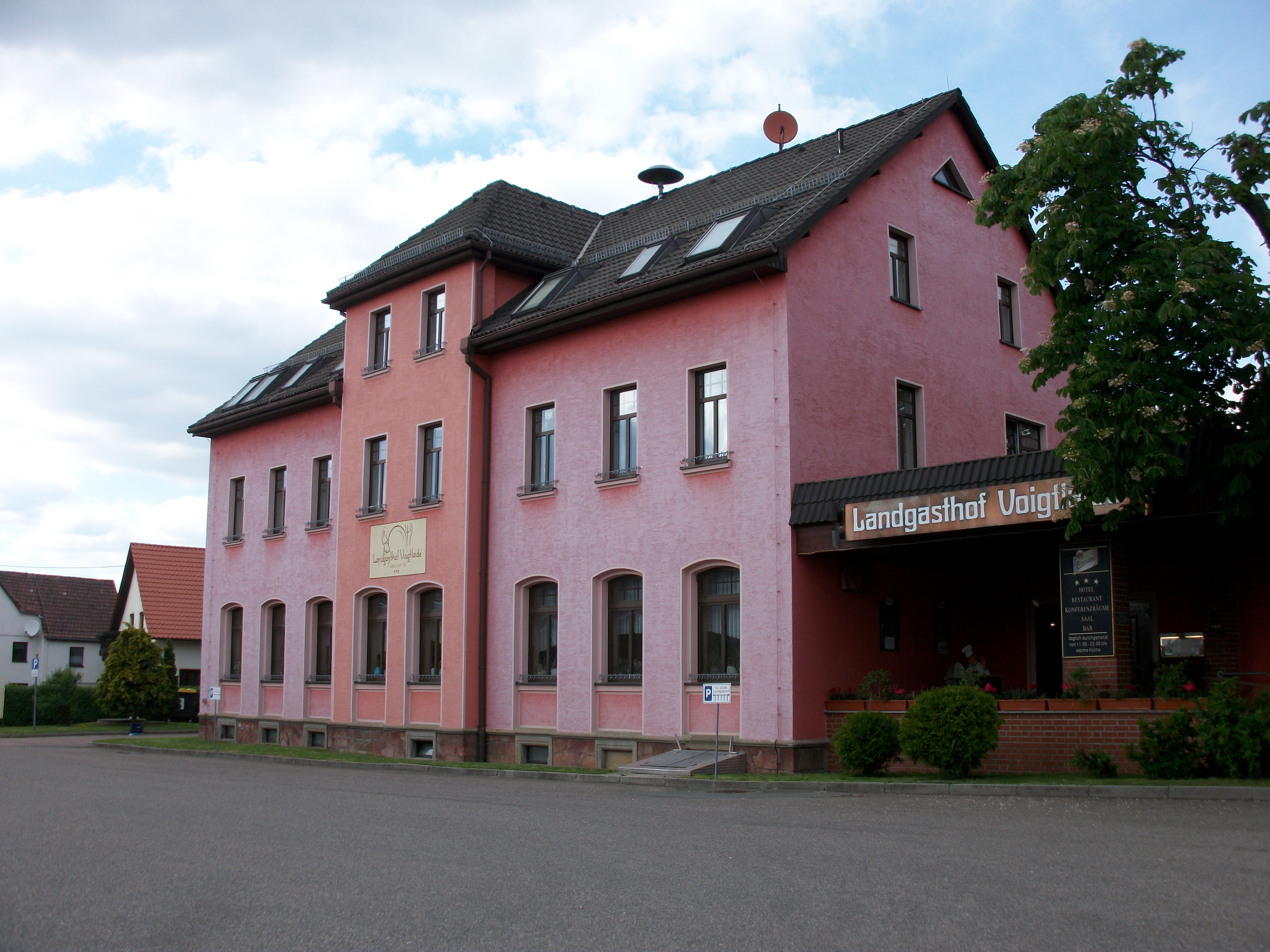
Landgasthof Voigtlaide

Entstanden ist Voigtlaide, welches am Rümpfwald liegt, im 17. Jahrhundert aus einem Vorwerk auf einem Höhenrücken (318 m ü. NN) östlich von Wernsdorf. In Urkunden wurde der Ort im Jahr 1628 als „auf der Voitsleiden“ erwähnt. Zwar wuchs das Vorwerk bald um ein paar Gehöfte, eine planmäßige Ansiedlung erfolgte aber erst ab 1725 auf Veranlassung von Otto Ernst von Schönburg-Remissau († 1746), dem Besitzer der Herrschaft Hinterglauchau. Da die Bewohner auf ihren Parzellen nicht allein von der Landwirtschaft leben konnten, mussten sie sich schon im 18. Jahrhundert als Tagelöhner und Handlanger verdingen. Kirchlich gehörte der Ort ursprünglich zu Glauchau, seit 1728 zu Wernsdorf.
Bezüglich der Grundherrschaft gehörte der Ort bis ins 19. Jahrhundert als Amtsdorf zur Herrschaft Glauchau, Amt Hinterglauchau. Nachdem auf dem Gebiet der Rezessherrschaften Schönburg im Jahr 1878 eine Verwaltungsreform durchgeführt wurde, kam Voigtlaide im Jahr 1880 zur neu gegründeten sächsischen Amtshauptmannschaft Glauchau.
Durch die zweite Kreisreform in der DDR kam Voigtlaide im Jahr 1952 zum Kreis Glauchau im Bezirk Chemnitz (1953 in Bezirk Karl-Marx-Stadt umbenannt), der im Jahr 1990 als sächsischer Landkreis Glauchau fortgeführt wurde und 1994 im Landkreis Chemnitzer Land bzw. 2008 im Landkreis Zwickau aufging. Voigtlaide wurde am 1. August 1973 nach Wernsdorf eingemeindet, mit dem er am 1. Januar 1993 zur Stadt Glauchau kam. Voigtlaide gehört heute zum Ortsteil Wernsdorf der Großen Kreisstadt Glauchau.